# Джалилов, Халил Мадярович
Халил Мадярович Джалилов — советский хозяйственный, государственный и политический деятель, доктор экономических наук, профессор, член-корреспондент ВАСХНИЛ.

## Биография
Родился в 1911 году в Ферганской области. Член КПСС.
С 1939 года — на хозяйственной, общественной и политической работе. В 1939—2001 гг. — заведующий учебной частью техникума (1939—1941), заместитель заведующего с.-х. отделом Андижанского обкома КПУз, участник Великой Отечественной войны, первый секретарь Чинабадского, Халдыванбекского райкомов КП Узбекистана, заместитель Министра сельского хозяйства УзССР, заместитель Постоянного представителя Совета по делам колхозов, секретарь Бухарского обкома КП Узбекистан, первый заместитель председателя Бухарского облисполкома, министр совхозов Узбекской ССР, старший научный сотрудник, директор, заведующий отделом Института экономики сельского хозяйства, заведующий сельскохозяйственным отделом ЦК КП Узбекистан, директор НИИ экономики сельского хозяйства, начальник управления развития хлопководства Госкомитета по хлопководству Средней Азии, заместитель Министра сельского хозяйства Узбекской ССР, директор, научный консультант УзНИИ рыночных реформ в АПК.
Избирался депутатом Верховного Совета Узбекской ССР 3-го и 4-го созывов.
Умер в Ташкенте в 2001 году.